# Łotewska Socjaldemokratyczna Partia Robotnicza
Łotewska Socjaldemokratyczna Partia Robotnicza (łot. Latvijas Sociāldemokrātiskā Strādnieku Partija, LSDSP) – łotewskie ugrupowanie polityczne o charakterze socjaldemokratycznym.

## Historia
Korzenie partii sięgają początków XX wieku, gdy w 1905 łotewscy socjaliści zaczęli się domagać autonomii dla Łotwy w ramach Imperium Rosyjskiego. Formalnie Łotewska Socjaldemokratyczna Partia Robotnicza została powołana do życia 17 czerwca 1918 w wyniku rozłamu w ruchu socjalistycznym. Opowiedziała się za niepodległością państwa od sowieckiej Rosji odrzucając dyktaturę proletariatu i dążąc do budowy socjalizmu w państwie narodowym drogą parlamentarną. W dwudziestoleciu międzywojennym LSDSP była obok Związku Ludowego jednym z dwóch głównych obozów politycznych w kraju. W zgromadzeniu konstytucyjnym z 1920 uzyskała większość 57 miejsc na 120. W późniejszych wyborach notowała już słabsze wyniki: 31 na 100 w 1922, 33 w 1925, 26 w 1928 i 21 w 1931, jednak w różnych okresach pozostawała częścią koalicji rządzącej. Jej liderem w okresie międzywojennym był Pauls Kalniņš – marszałek Sejmu w latach 1925–1934. Innym znanym politykiem pozostawał Marģers Skujenieks (premier 1926–1928, 1931–1933).
LSDSP różniła się ze Związkiem Chłopskim Kārlisa Ulmanisa w wielu zasadniczych sprawach. Opowiadała się za większym uprzemysłowieniem Łotwy, miała inne koncepcje odnośnie do reform rolnych. W polityce zagranicznej zamiast bliskiej współpracy z Polską, Litwą i Estonią domagała się zachowania poprawnych stosunków z Niemcami i ZSRR.
Po zamachu stanu z maja 1934 działalność LSDSP została zakazana, partia odrodziła się dopiero na emigracji po 1940. Jednym z jej głównych polityków był wówczas Bruno Kalniņš, syn Paulsa.

## Po 1990 roku
Po odzyskaniu przez Łotwę niepodległości doszło do wskrzeszenia zakazanej w czasach sowieckich socjaldemokracji. Dwie partie-następczynie LSDSP zjednoczyły się wraz z reformistyczną lewicą postkomunistyczną w Łotewską Socjaldemokratyczną Partią Robotniczą (LSDSP) nawiązując nazwą do przedwojennych i emigracyjnych tradycji. 
W wyborach sejmowych z 1998 ugrupowanie zdobyło 12,87% głosów, co przełożyło się na 14 miejsc w parlamencie. Sukcesy odnotowało też w samorządach, szczególnie w Rydze, gdzie socjaldemokrata Gundars Bojārs został w 2001 wybrany merem miasta. W wyborach krajowych z 2002 i 2006 partia nie przekroczyła progu wyborczego, od tego czasu znajduje się w opozycji pozaparlamentarnej. Do 2009 była reprezentowana w radzie miejskiej w Rydze. Po wyborach samorządowych 2009 jej przedstawiciel Rihards Eigims został na krótki okres merem Dyneburga. 
Ugrupowanie startowało w wyborach parlamentarnych w 2010 w ramach koalicji "Odpowiedzialność", nie uzyskując przedstawicielstwa w Sejmie. Partia bez powodzenia ubiegała się o mandaty poselskie w wyborach w 2011, 2014 i 2018. Również w wyborach do Parlamentu Europejskiego w 2009, 2014 i 2019 partia nie zanotowała sukcesu. 
Na początku 2011 doszło do rozłamu w szeregach LSDSP i odejścia części działaczy do ruchu "Postępowi". 
Obecnie przewodniczącym partii jest ponownie Jānis Dinevičs.